# Conrad Mendel der Ältere

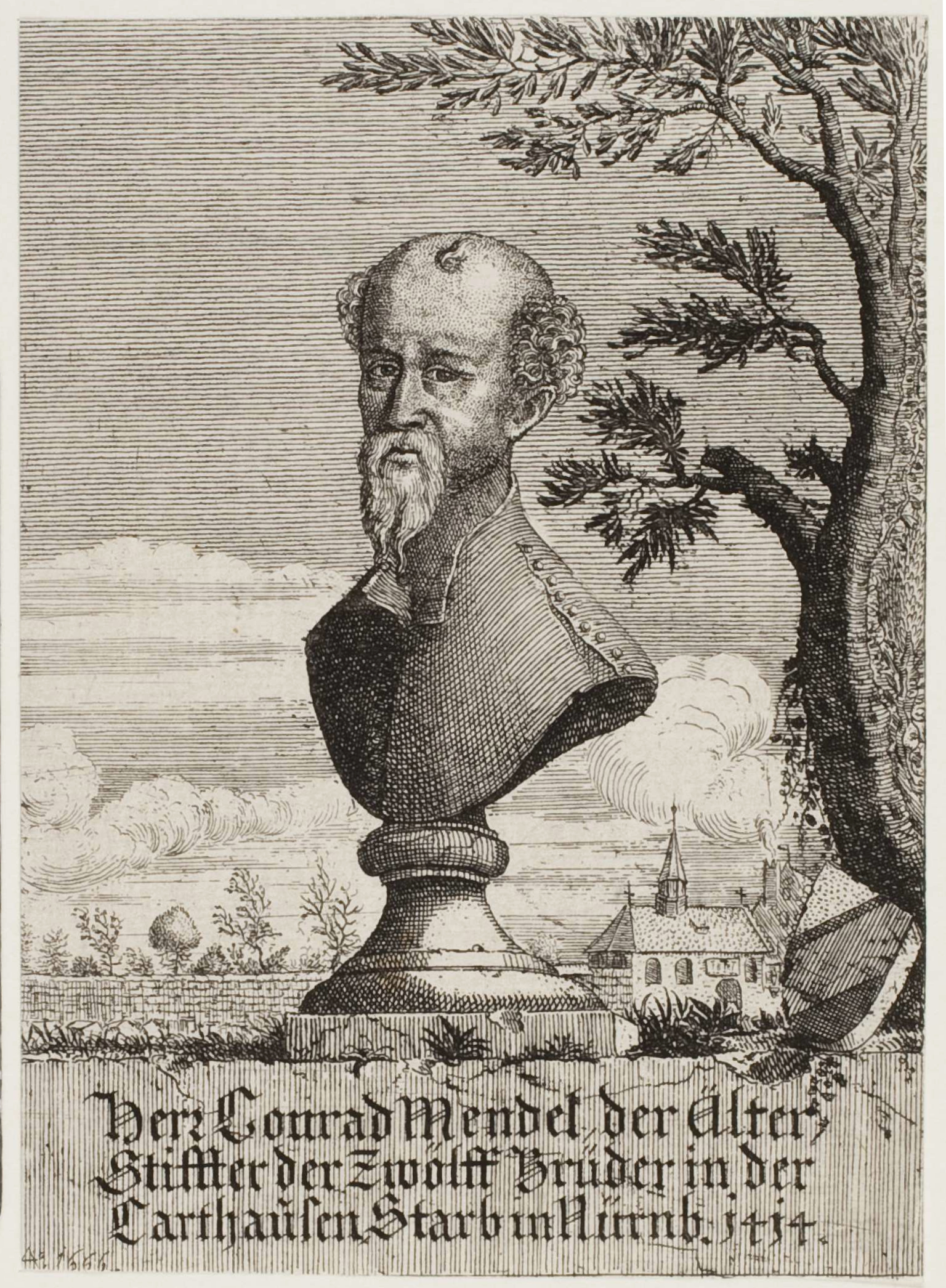
Büste Mendels; im Hintergrund das Mendelsche Zwölfbrüderhaus;
1666 datierte Radierung von Johann Alexander Boener; Herzog August Bibliothek Wolfenbüttel

Conrad Mendel der Ältere oder Konrad Mendel d. Ä. (geboren vor 1376; gestorben 12. April 1414 in Nürnberg) war ein deutscher Kaufmann, Mäzen, Nürnberger Ratsherr und Stifter.

## Leben
Conrad Mendel entstammte dem im Mittelalter seit dem 13. Jahrhundert in Nürnberg ansässigen sogenannten „ehrbaren Geschlechts“ der Mendels. Die Patrizierfamilie war bis in das Nürnberger Umland, etwa in Walkersbrunn und Oberndorf, reich begütert und heiratete oftmals in Adelsfamilien ein. Conrad Mendel, der ab 1377 auch kommunalpolitisch als Ratsherr in Nürnberg wirkte, war Bruder von Marquard Mendel, der 1380 das Kartäuserkloster stiftete. Neben diesem Kloster ließ Conrad Mendel 1382 oder „um 1387“ das Mendelsche Zwölfbrüderhaus mit einer Kapelle errichten, die schon 1382 oder 1387 von Bischof Lamprecht von Bamberg geweiht worden war. Der von dem Stifter ausgestatteten und mit einem weltlichen Priester versehenen Einrichtung stand Mendel der Ältere dann zeitlebens als „Pfleger“ vor.

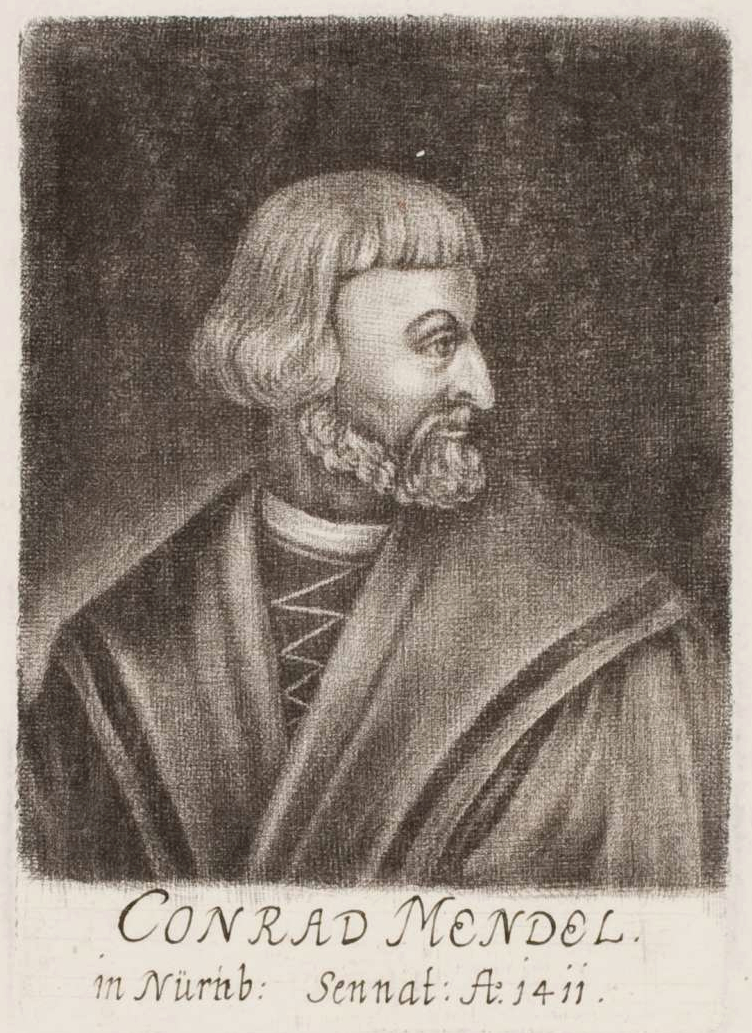
Mendel 1411 als Nürnberger Senator;
Mezzotinto von Georg Fennitzer, um 1670

Mendel, „der vermögende Handelsmann“, der zeitweilig auch als Senator wirkte, legte in einem mit dem Nürnberger Rat abgestimmten Vertragswerk die zukünftigen Regeln der Stiftung fest und bestimmte seinen ebenfalls Conrad Mendel genannten Sohn als seinen Nachfolger. 1414 wurde dann jedoch Peter Mendel als Pfleger verzeichnet.

„der Mendlischen Zwölff brüder Capellen“ neben der St. Jacob-Schule;
Kupferstich von Johann Alexander Böner, 1702

Gemäß den schon 1397 getroffenen Bestimmungen fielen nach Mendels Tod ein Großteil von dessen materiellen Werten, sein Hof, Stadel und Hofrat „am Eck gegen der Carthausen“, zwei Bauernhöfe und acht Güter, fünf Morgen Acker und knapp vier Tagwerk Wiesen der Zwölfbrüderhaus-Stiftung zu.
In der „Mendelischen Capelle“, in der der Stiftungsgründer vor dem Altar beigesetzt wurde, fand sich eine „Monumenta“: Über einer Türen war ein Gemälde mit der Dreifaltigkeit und Maria und Josef angebracht, dessen Unterschrift an Conrad Mendel den Älteren erinnerte.
In dem erhaltenen, 1426 begonnenen ersten Bildband mit Individual-Porträts einzelner namentlich benannten Brüder und ihrer Berufe in den Hausbüchern der Mendelschen Zwölfbrüderstiftung fehlen vier Seiten; „wahrscheinlich eine Darstellung des Stifters Konrad Mendel und ein einleitender Text“ und müssen daher als verschollen gelten.
Die 1387 erbaute „Mendelische“ oder „Todtenkapelle“ wurde von Martin Tyroff auf zwei Oktavblättern in Kupfer gestochen nach einer 1744 datierten Zeichnung von Johann Jacob Schwarz. Die „Ansicht der Mendlischen Kapelle“ schufen die beiden Künstler für die Liedersammlung von Johann Mayer.